# Extrawettsteinina
Extrawettsteinina — рід грибів родини Pleosporaceae. Назва вперше опублікована 1972 року.

## Класифікація
До роду Extrawettsteinina відносять 4 види:
- Extrawettsteinina andromedae
- Extrawettsteinina mediterranea
- Extrawettsteinina minuta
- Extrawettsteinina pinastri